# Indywidualny Puchar Ekstraligi 500R
Indywidualny Puchar Ekstraligi 500R – rozgrywki miniżużlowe dla zawodników do 15. roku życia w kategorii pojemnościowej 500R (do 2024 – 250 cm³). Rozgrywane są od 2019 roku.

## Medaliści
| 8 rund                                                                      |
| --------------------------------------------------------------------------- |
| Toruń Lublin Częstochowa Gorzów Wlkp. Zielona Góra Wrocław Leszno Grudziądz |

| 7 rund                                                          |
| --------------------------------------------------------------- |
| Leszno Wrocław Częstochowa Zielona Góra Grudziądz Rybnik Lublin |

| 8 rund                                                                      |
| --------------------------------------------------------------------------- |
| Lublin Zielona Góra Leszno Częstochowa Grudziądz Wrocław Gorzów Wlkp. Toruń |

| 8 rund                                                                      |
| --------------------------------------------------------------------------- |
| Grudziądz Częstochowa Lublin Wrocław Gorzów Wlkp. Toruń Leszno Ostrów Wlkp. |

| 9 rund                                                                             |
| ---------------------------------------------------------------------------------- |
| Leszno Toruń Częstochowa Wrocław Grudziądz Gorzów Wlkp. Krosno Ostrów Wlkp. Lublin |

| 9 rund                                                                             |
| ---------------------------------------------------------------------------------- |
| Toruń Leszno Zielona Góra Lublin Krosno Wrocław Gorzów Wlkp. Grudziądz Częstochowa |

| 9 rund                                                                             |
| ---------------------------------------------------------------------------------- |
| Rybnik Toruń Częstochowa Lublin Leszno Zielona Góra Wrocław Grudziądz Gorzów Wlkp. |